# Westside Connection
Westside Connection est un groupe de hip-hop américain, originaire de Los Angeles, en Californie. Formé en 1996 par Ice Cube, WC et Mack 10, le groupe publie un premier album, Bow Down, qui atteint la deuxième place du Billboard 200 en 1996, puis est certifié disque d'or la même année. Le groupe se sépare en 2005.

## Biographie
Westside Connection est formé en 1996 par les rappeurs Ice Cube, WC et Mack 10, lors de la rivalité East Coast/West Coast qui a suivi la mort de Tupac Shakur. Une des plus virulentes rivalités concernant le groupe oppose B-Real, de Cypress Hill, et Ice Cube. Ainsi, la chanson King of the Hill, de l'album Bow Down, fait clairement référence au dédain qu'a le groupe envers B-Real par des paroles telles que : "The B in B-Real must stand for bitch", ou encore "B-Real sounding like he got baby nuts" et bien d'autres tout au long de la chanson. Le premier album studio du groupe, intitulé Bow Down, est publié le 22 octobre 1996 au label Priority Records, et atteint la deuxième place du Billboard 200 et la première place des R&B Albums. En 1996, il est certifié disque d'or puis disque de platine par la RIAA,. Les singles extraits de l'album, Gangstas Make The World Go Round et Bow Down atteignent également les classements musicaux.
Après une longue période d'accalmie, le groupe réapparait le 9 décembre 2003 avec son second album, Terrorist Threats, mis en avant grâce au single Gangsta Nation sur lequel apparaît Nate Dogg. Mais l'album n'a pas le même succès que son prédécesseur. Pitchfork explique qu' « au début des années '90, l'album aurait été une belle référence en matière de gangsta rap, mais dix ans après, ça n'offre rien de particulier. » L'album se classe seulement à la troisième place des R&B Albums, et à la 16e place du Billboard 200. En 2004, l'album dénombre 679 000 exemplaires vendus selon SoundScan. Le single extrait de l'album Gangsta Nation se place dans cinq classements différents.
En 2005, Mack 10 abandonne le groupe à cause d'une dispute avec Ice Cube, lui reprochant de ne pas vouloir faire les tournées et accusant ce dernier de donner une plus grande importance à sa carrière cinématographique. Finalement, le groupe se sépare peu de temps après. WC, quant à lui, participe activement au septième album d'Ice Cube, Laugh Now, Cry Later, publié en juin 2006, en apparaissant sur deux pistes, satisfaisant ainsi l'appétit des fans de West Coast old school.

## Discographie

### Albums studio
- 1996 : Bow Down
- 2003 : Terrorist Threats

### Compilations
- 2007 : The Best of West Side Connection : The Gangsta, The Killa & The Dope Dealer

### Singles
- 1996 : Bow Down
- 1997 : Gangstas Make the World Go Round
- 2003 : Gangsta Nation

### Featurings
- 1999 : Let it Reign sur la bande originale de Thicker Than Water
- 2002 : Irresistible sur l'album Charmbracelet de Mariah Carey
- 2002 : It's the Holidaze sur la bande originale de Friday After Next

## Filmographie
- All That Glitters ain't Gold
- Gangsta Nation Live